# Meire Nogueira
Meire Nogueira Mazolla (Onda Verde, 21 de janeiro de 1938 - Curitiba, 5 de dezembro de 2018) foi uma atriz e apresentadora de televisão brasileira.
Meire produziu e apresentou vários programas na TV e no rádio, chegando a conquistar o Troféu Imprensa e o Troféu Roquette Pinto. Em 1966, Meire recebeu o Prêmio Governador do Estado de São Paulo, já em sua primeira edição, das mãos do então governador Ademar de Barros.

## Biografia
Filha de Hermenegildo Mazella e Eusídia Nogueira, quando tinha apenas um ano de idade, sua família se mudou para Rolândia, no Paraná. Anos depois, passou a morar em Curitiba, estudando no Colégio Nossa Senhora de Lourdes até se transferir para o Instituto de Educação do Paraná. Posteriormente, cursou Direito na UNAERP, em Ribeirão Preto. Em São Paulo, iniciou sua carreira de comunicadora, atuando como garota-propaganda, jornalista e radialista. Eleita Miss Inverno, recebeu como prêmio um contrato com a TV Record.
Entre 1964 e 1968, apresentou um dos primeiros programas infantis da TV: Meire, Meire Queridinha na TV Tupi São Paulo Em 1995, criou e patenteou o programa Tempo de Viver, o primeiro dirigido ao público da chamada "terceira idade". O programa ficou cinco anos no ar pela Rede Vida. De 2000 a 2002 comandou o programa A Casa É Sua na RedeTV!
Em Brasília, durante um ano, apresentou o Meire Nogueira & Cia, falando sobre política e economia. De volta ao Paraná, comandou, na TVE Paraná, o programa de variedades Alegria de Viver. Também comandou programas na TV Evangelizar e TV Iguaçu.
Como atriz, participou do filme Um Marido Barra-Limpa (1957) e das telenovelas: Estrelas no Chão (1967), O Preço de uma Vida (1965), Gutierritos, o Drama dos Humildes (1964) e O Direito de Nascer (1964).
Meire casou-se quatro vezes: com o ator Carlos Zara, o empresário Alberto Trabulsi, com o fazendeiro Carlos Consoni e com o juiz José Ruy Borges Pereira. 

## Morte
A apresentadora morreu no dia 5 de dezembro de 2018 em decorrência de um câncer descoberto um mês antes de sua morte.